# Simon Andreassen
Simon Andreassen, född 30 september 1997, är en dansk tävlingscyklist.
Andreassen tävlade för Danmark vid olympiska sommarspelen 2016 i Rio de Janeiro, där han slutade på 34:e plats på terrängloppet i mountainbike.